# 양무해
양무해(楊無害 또는 楊毋害, ? ~ ?)는 전한 중기의 제후로, 개국공신 양희의 손자이다.

## 생애
경제 4년(기원전 153년), 아버지 양은의 뒤를 이어 적천후(赤泉侯)에 봉해졌다.
경제 중원년(기원전 149년), 사기를 쳐 600금을 숨긴 죄로 작위가 박탈되었다.
경제 중5년(기원전 145년), 임여후(臨汝侯)에 봉해졌다.
원광 2년(기원전 133년), 죄를 지어 작위가 박탈되었다.

## 출전
- 사마천, 《사기》 권18 고조공신후자연표
- 반고, 《한서》 권16 고혜고후문공신표

| 선대 아버지 적천정후 양은 | 전한의 적천후 기원전 153년 ~ 기원전 149년 | 후대 (봉국 폐지) |

| 선대 (첫 봉건) | 전한의 임여후 기원전 145년 ~ 기원전 133년 | 후대 관현 |